# 혁명적노동자협회 (사회당·사청동 해방파)
혁명적노동자협회 (사회당·사청동 해방파)(일본어: 革命的労働者協会（社会党・社青同解放派） 카쿠메이테키로도샤쿄카이 샤카이토 샤세이도카이호하[*]), 약칭 혁노협(革労協)은 사청동계의 일본 신좌파 정파다. 원래의 해방파/혁노협이 분열한 뒤 그 중 주류 정파다.
1981년의 주류파-노대파 분열, 1999년 주류파의 현대사파-적채사파 재분열 이후 분열로 형성된 제정파가 모두 자신들이 혁노협이라고 자칭하지만 편의상 구분하기 위해 주류파를 타칭으로 지도격 인물인 하자마 요시아키에서 딴 하자마파(狭間派) 또는 커버단체인 출판사 현대사의 이름을 딴 현대사파(現代社派)이라고 한다. 이하 현대사파라고 통칭.
현대사파는 사청동 해방파의 기본 사상을 내세우며 무장투쟁을 중시했고, 1990년대에 적채사파와 치열한 내부 경쟁을 벌이는 한편 다수의 도시 유격대 사건을 일으켰다.
"내란세력"을 자처하는 공개적 활동가(합법적 활동을 수행)의 수는 100명 미만으로 추측된다. 규슈, 특히 후쿠오카에서 일정한 동원수를 확보하고 있다. 반면 간토 등지에서는 집회 동원 인력이 스무 명 이하에 불과한 경우가 드물지 않다. 공개적 활동가들은 조선사연구회, 현대법연구회, 사회사상연구회, 부락해방연구회, 장애자해방연구회, 주민운동연구회 등의 단체를 자칭한다. 무장투쟁을 담당하는 비합법 부문으로 "혁명군(革命軍)"이 존재하지만, 2008년 나리타 공항에 금속탄을 박는 유격활동을 벌인 이후로는 활동이 확인되지 않는다.
현대사파는 1977년 혁노협 서기장 피살사건 때 혁마르파에게 살해당한 사청동 해방파 지도자 가사하라 마사요시의 사상을 이념으로 내건다. 이는 기본적으로 레닌주의 비판, 마르크스주의 복원, 프롤레타리아 세계혁명으로 이루어진다. 이에 따르면 스탈린주의, 트로츠키주의, 레닌주의는 공산주의 혁명의 가능성을 말살하는 "중간주의"로서 프롤레타리아에 대한 반역이며, 정통 마르크스주의에 의거한 세계혁명을 추구해야 한다. 현대사파의 시각에서 일본공산당은 우익기회주의, 대중영합주의 집단이며, 혁공동계나 공산동계는 "중간주의" 집단이기에 모두 비판의 대상이다.